# Nephilengys
Genre
Nephilengys est un genre d'araignées aranéomorphes de la famille des Araneidae.

## Distribution
Les espèces de ce genre se rencontrent en Océanie, en Asie du Sud-Est, en Asie du Sud et en Asie de l'Est.

## Description
Les mâles mesurent de 3,5 à 5,9 mm et les femelles de 10,4 à 18,6 mm.

## Liste des espèces
Selon World Spider Catalog (version 25.0, 18/03/2024) :
- Nephilengys malabarensis (Walckenaer, 1841)
- Nephilengys papuana Thorell, 1881

## Systématique et taxinomie
Ce genre a été décrit par L. Koch en 1872 dans les Epeiridae. Il est placé dans les Nephilidae par Kuntner en 2006, dans les Araneidae par Dimitrov et al. en 2017, dans les Nephilidae par Kuntner et al. en 2023 puis dans les Araneidae par Hormiga et al. en 2023.
Ce genre a été démembré par Kuntner, Arnedo, Trontelj, Lokovsek et Agnarsson en 2013 entre Nephilengys proprement dit et Nephilingis.

## Publication originale
- L. Koch, 1872 : Die Arachniden Australiens, nach der Natur beschrieben und abgebildet. Nürnberg, vol. 1, p. 105-368 (texte intégral).